# Saint-Maur (ancienne commune)
Pour les articles homonymes, voir Saint-Maur.
Saint-Maur est une ancienne commune française située dans le département de l'Indre, en région Centre-Val de Loire.
Le 1er janvier 2016, elle fusionne avec sa voisine Villers-les-Ormes au sein de la commune nouvelle de Saint-Maur.

## Géographie

### Localisation
La commune était située dans le centre du département, dans la région naturelle de la Champagne berrichonne. Elle appartenait à l'aire urbaine de Châteauroux et à l'unité urbaine de Châteauroux. C’était la deuxième commune du département en termes de superficie.
Les communes limitrophes et chefs-lieux était : Châteauroux (4 km), Niherne (6 km), Déols (6 km), Villers-les-Ormes (7 km), Le Poinçonnet (8 km), Luant (10 km), Velles (13 km), Issoudun (31 km), La Châtre (36 km) et Le Blanc (48 km).

### Hameaux et lieux-dits
Les hameaux et lieux-dits de la commune était : la Guillotine, Mont et le Colombier.

### Géologie et hydrographie
La commune fut classée en zone de sismicité 2, correspondant à une sismicité faible.
Le territoire communal était arrosé par la rivière Indre, de plus il possédait les sources de la rivière Claise.

### Voies de communication et transports
L'autoroute A20 (L’Occitane) passait par le territoire communal et desservait deux échangeurs (numéros 13 et 14) et un demi-échangeur (numéro 13.1). On trouvait aussi les routes départementales : 20, 64B, 67, 81, 101, 104, 115, 151, 920, 925 et 943.
La ligne des Aubrais - Orléans à Montauban-Ville-Bourbon passait par le territoire communal. La gare ferroviaire la plus proche était la gare de Châteauroux, à 12 km, sur cette ligne. La ligne de Joué-lès-Tours à Châteauroux passait par le territoire communal, une gare desservait la commune.
La commune fut desservie par les lignes 1, 2, 4, 6, 10 et 12 du réseau de bus Horizon.
L'aéroport le plus proche était l'aéroport de Châteauroux-Centre, à 11 km.
Le territoire communal était traversé par le sentier de grande randonnée 46.

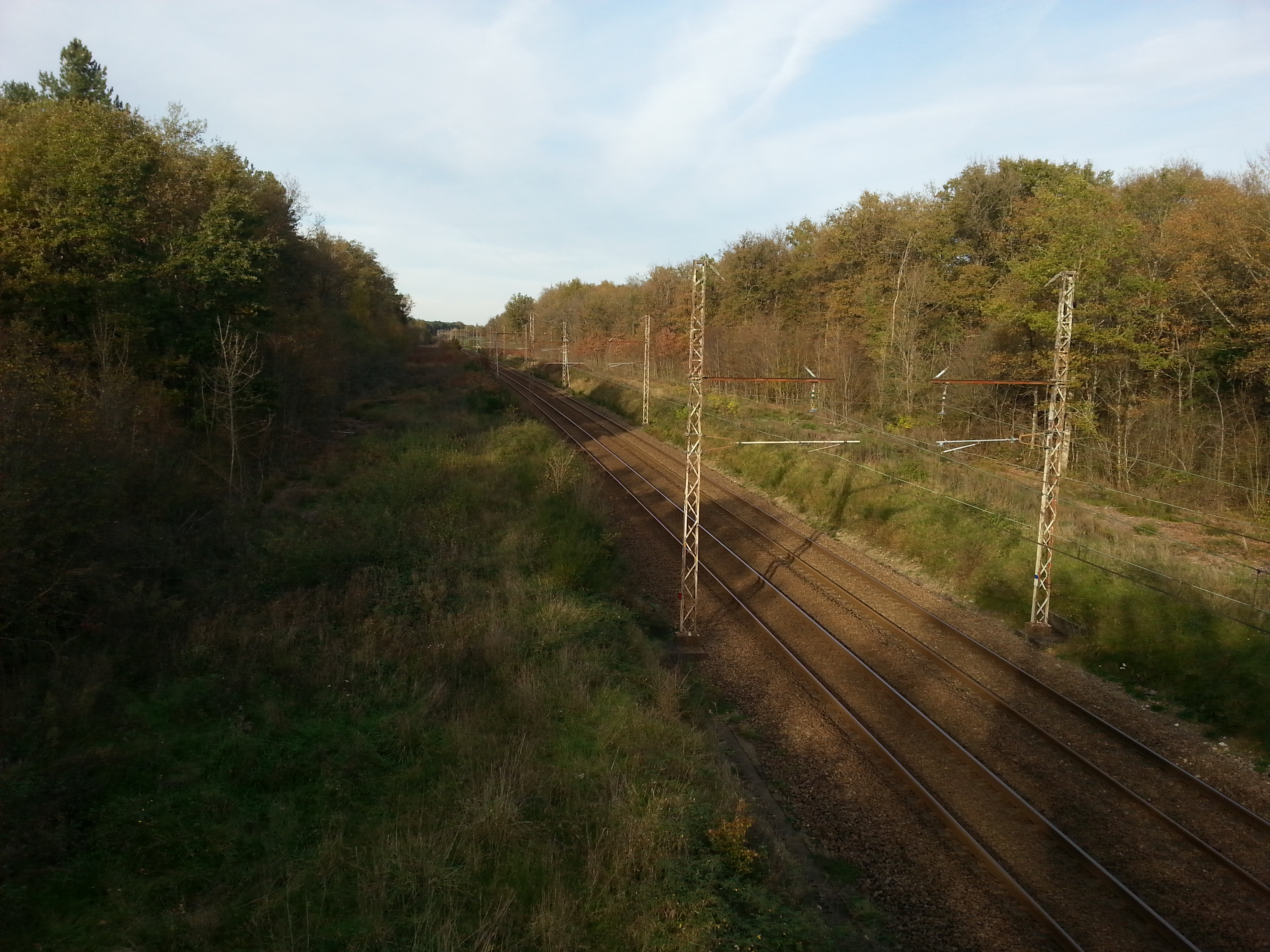
La ligne des Aubrais - Orléans à Montauban-Ville-Bourbon en 2015.

## Urbanisme

### Logement
En 2013, le nombre total de logements dans la commune était de 1283.
Parmi ces logements : 88,7 % étaient des résidences principales ; 3,4 % des résidences secondaires et 7,9 % des logements vacants.
La part des ménages propriétaires de leur résidence principale s’élevait à 73 %.

## Toponymie
Au cours de son histoire, la commune fut appelée : Parrochia Sancti Mauri en 1271, La paroisse de Saint Mor le 4 mai 1319, Sainct Maur en janvier 1401, Saint Mor en 1497, La parroisse de Sainct Mors sur Indre en 1567, Saint Mort en 1571, Saint Maur en 1588, Saint Maur le 4 novembre 1788, Saint Maur au XVIIIe siècle, Beaupré en pluviôse an II et Saint Maur le 9 fructidor an IX.
Ses habitants étaient appelés les Saint-Maurois.

## Histoire
La commune fut rattachée de 1973 à 2015 au canton de Châteauroux-Ouest.
Le 1er janvier 2016, Saint-Maur fusionne avec Villers-les-Ormes pour former une commune nouvelle.

## Politique et administration
La commune dépendait de l'arrondissement de Châteauroux, du canton de Buzançais, de la première circonscription de l'Indre et de Châteauroux Métropole.
Elle disposait d'un bureau de poste, d'un centre de première intervention et d'une maison centrale.

### Liste des maires
| Période                                  | Période          | Identité                | Étiquette       | Qualité |
| ---------------------------------------- | ---------------- | ----------------------- | --------------- | --- |
| 1944                                     | mai 1945         | Clément Alphonse Deroin | ?               | ? |
| mai 1945                                 | 1968             | Léon Bourdier           | ?               | ? |
| 1968                                     | mars 1977        | George Martinet         | ?               | ? |
| mars 1977                                | mars 1983        | Pierre Bourdier         | ?               | ? |
| mars 1983                                | mars 1989        | Raymond Lumet           | ?               | ? |
| mars 1989                                | juin 1995        | Monique Lucas           | ?               | ? |
| 11 juin 1995                             | 1er janvier 2016 | François Jolivet,       | RPR puis UMP-LR | Directeur général de l'O.P.A.C. de l'Indre Conseiller régional du Centre (2004 → 2015) Vice-président de la CA castelroussine (2000 → 2017) |
| Les données manquantes sont à compléter. |                  |                         |                 | |

## Population et société

### Démographie
L'évolution du nombre d'habitants est connue à travers les recensements de la population effectués dans la commune depuis 1793. À partir du 1er janvier 2009, les populations légales des communes sont publiées annuellement dans le cadre d'un recensement qui repose désormais sur une collecte d'information annuelle, concernant successivement tous les territoires communaux au cours d'une période de cinq ans. 
Pour les communes de moins de 10 000 habitants, une enquête de recensement portant sur toute la population est réalisée tous les cinq ans, les populations légales des années intermédiaires étant quant à elles estimées par interpolation ou extrapolation. Pour la commune, le premier recensement exhaustif entrant dans le cadre du nouveau dispositif a été réalisé en 2007,.
En 2013, la commune comptait 3 112 habitants, en évolution de −8,12 % par rapport à 2008 (Indre : −2,62 %, France hors Mayotte : +2,49 %).
| 1793  | 1800  | 1806  | 1821  | 1831  | 1836  | 1841  | 1846  | 1851  |
| ----- | ----- | ----- | ----- | ----- | ----- | ----- | ----- | ----- |
| 1 333 | 1 559 | 1 054 | 1 252 | 1 251 | 1 393 | 1 322 | 1 299 | 1 339 |

| 1856  | 1861  | 1866  | 1872  | 1876  | 1881  | 1886  | 1891  | 1896  |
| ----- | ----- | ----- | ----- | ----- | ----- | ----- | ----- | ----- |
| 1 256 | 1 352 | 1 410 | 1 399 | 1 400 | 1 483 | 1 491 | 1 448 | 1 495 |

| 1901  | 1906  | 1911  | 1921  | 1926  | 1931  | 1936  | 1946  | 1954  |
| ----- | ----- | ----- | ----- | ----- | ----- | ----- | ----- | ----- |
| 1 458 | 1 506 | 1 559 | 1 448 | 1 445 | 1 384 | 1 364 | 1 576 | 1 606 |

| 1962  | 1968  | 1975  | 1982  | 1990  | 1999  | 2007  | 2012  | 2013  |
| ----- | ----- | ----- | ----- | ----- | ----- | ----- | ----- | ----- |
| 1 653 | 1 890 | 2 629 | 3 504 | 3 646 | 3 340 | 3 398 | 3 105 | 3 112 |

### Enseignement
La commune possédait comme lieux d'enseignements : une école maternelle publique (Les Planches) et une école élémentaire publique (Les Planches). Le collège public (Colbert) de secteur se trouvait à Châteauroux. Les lycées publics de secteur se trouvaient à Châteauroux (lycée général Jean-Giraudoux et lycée polyvalent Blaise-Pascal).
Elle disposait d'un aérodrome situé à 6 km du centre ville.

### Médias
La commune étaient couverte par les médias suivants : La Nouvelle République du Centre-Ouest, Le Berry républicain, L'Écho - La Marseillaise, La Bouinotte, Le Petit Berrichon, France 3 Centre-Val de Loire, Berry Issoudun Première, Vibration, Forum, France Bleu Berry et RCF en Berry.

## Économie
La commune se trouvait dans l'aire géographique et dans la zone de production du lait, de fabrication et d'affinage du fromage Valençay.
Elle possédait une grande zone commerciale nommée « Cap Sud ».

## Culture locale et patrimoine

### Lieux et monuments
- Église Saint-Maur.
- Monument aux morts.

### Labels et distinctions
Elle a obtenu au concours des villes et villages fleuris :
- une fleur en 2011[26] ;
- deux fleurs en 2013, 2014, 2015 et 2016[27].

### Personnalités liées à la commune
- Octave Monjoin (1891-1942), soldat français revenu amnésique de la Première Guerre mondiale.

### Héraldique, logotype et devise
|  | Logotype de la commune de Saint-Maur : |